# Trixis
Trixis är ett släkte av korgblommiga växter. Trixis ingår i familjen korgblommiga växter.

## Bildgalleri

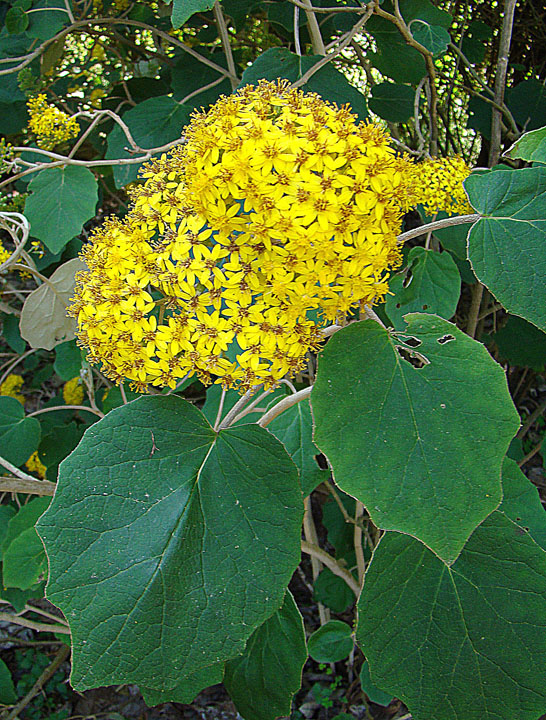
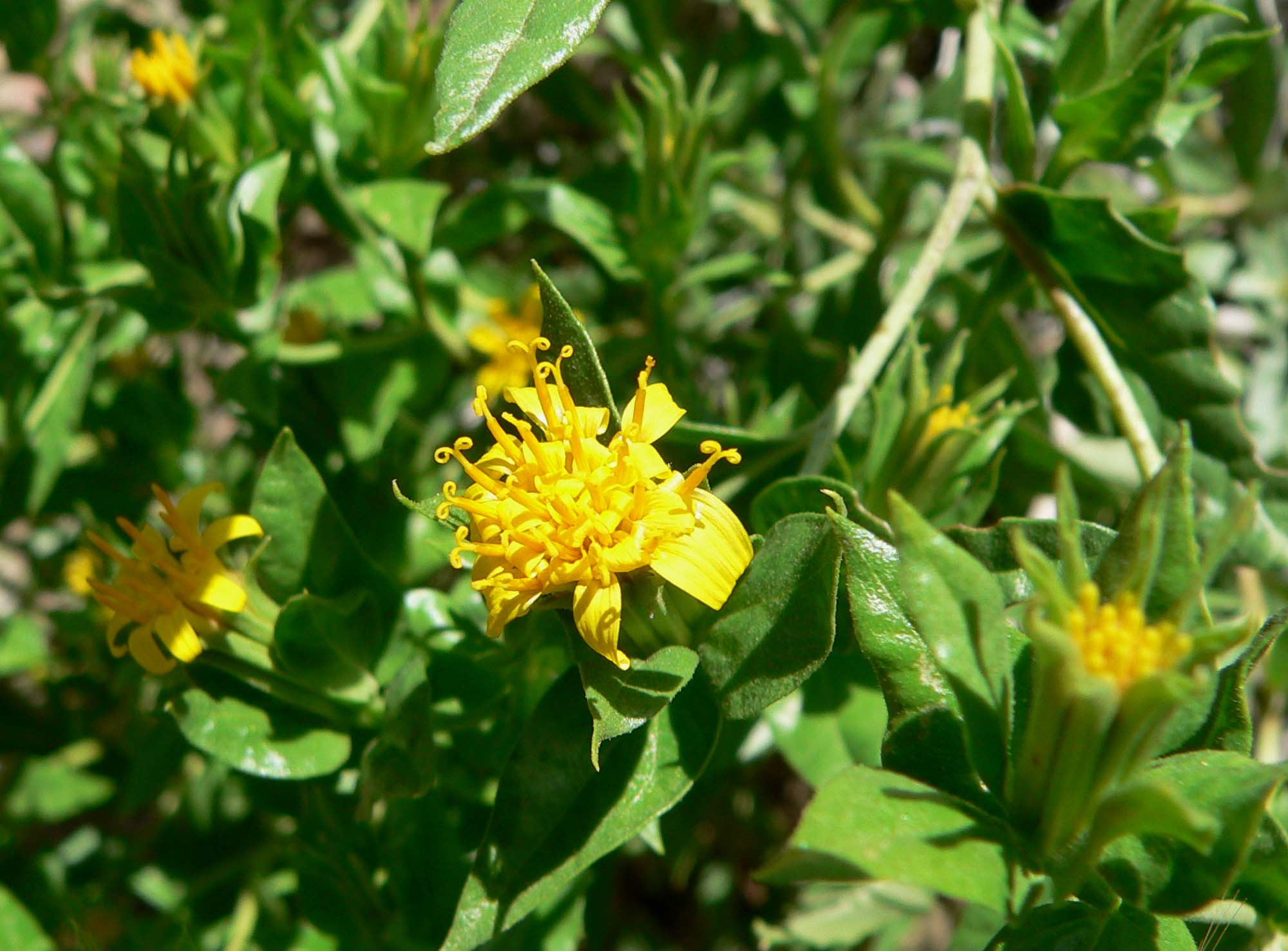
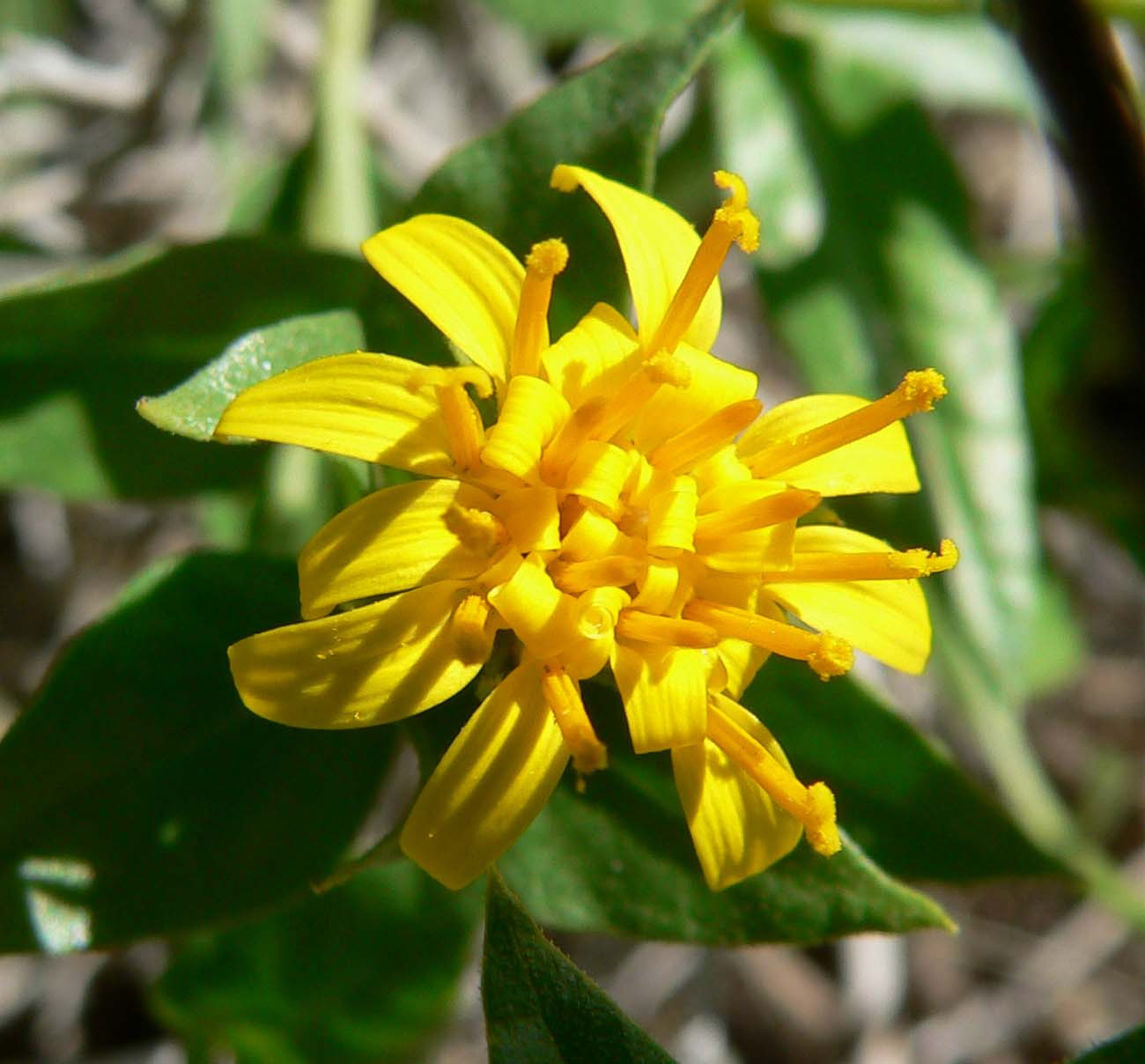
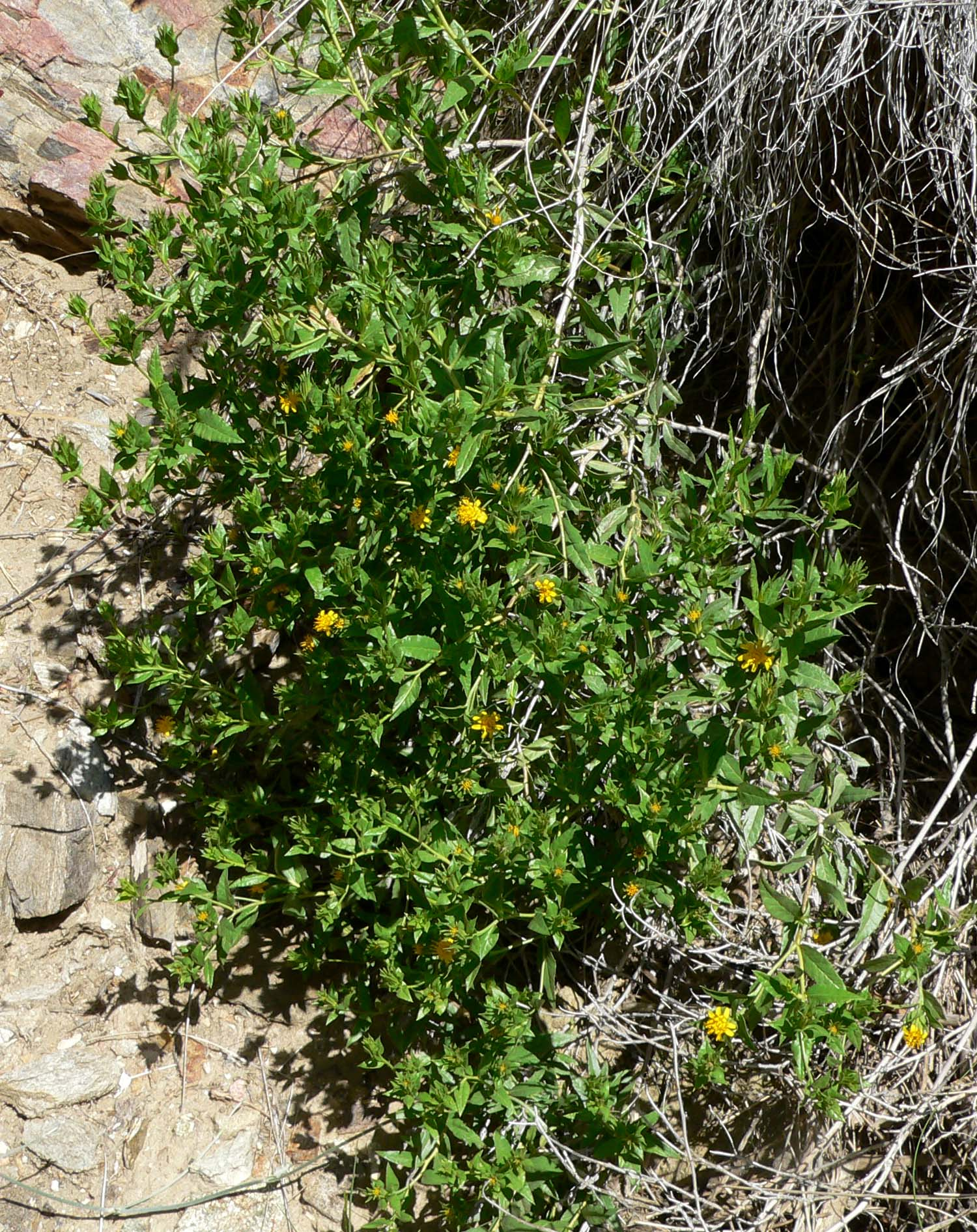
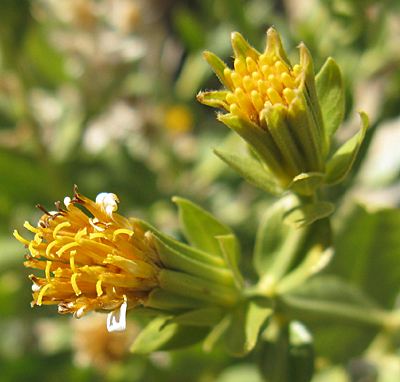
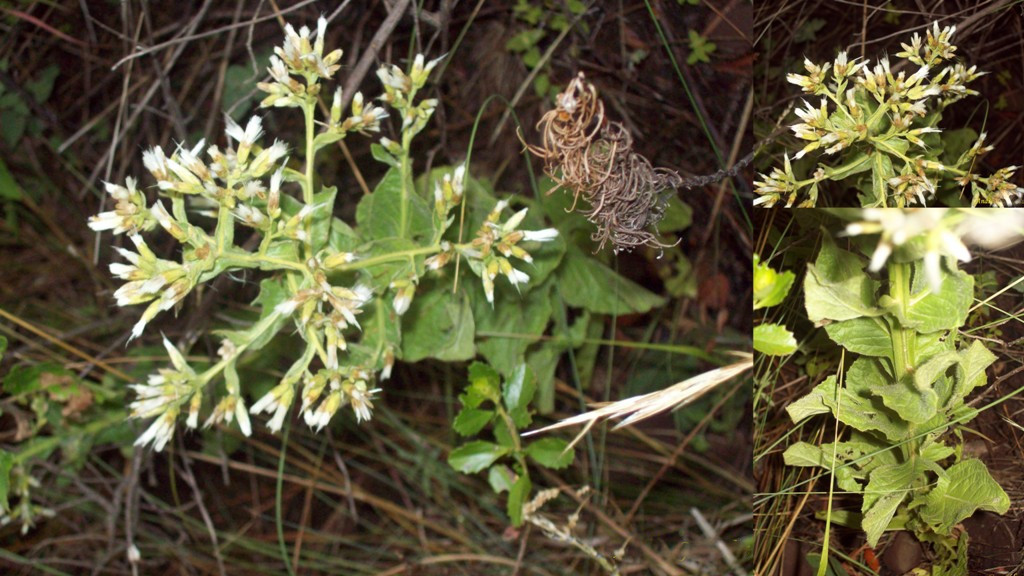

## Dottertaxa tillTrixis, i alfabetisk ordning[1]
- Trixis aggregata
- Trixis alata
- Trixis angustifolia
- Trixis anomala
- Trixis antimenorrhoea
- Trixis bowmanii
- Trixis cacalioides
- Trixis calcicola
- Trixis californica
- Trixis calycina
- Trixis chiapensis
- Trixis erosa
- Trixis glaziovii
- Trixis glutinosa
- Trixis grandibracteata
- Trixis grisebachii
- Trixis haenkei
- Trixis hassleri
- Trixis hyposericea
- Trixis inula
- Trixis lessingii
- Trixis longifolia
- Trixis megalophylla
- Trixis mexicana
- Trixis michuacana
- Trixis nelsonii
- Trixis nobilis
- Trixis ophiorhiza
- Trixis pallida
- Trixis parviflora
- Trixis peruviana
- Trixis praestans
- Trixis pringlei
- Trixis proustioides
- Trixis pruskii
- Trixis pterocaulis
- Trixis silvatica
- Trixis spicata
- Trixis thyrsoidea
- Trixis vauthieri
- Trixis verbascifolia
- Trixis villosa